# كونستانزه كلوسترهالفن
كونستانزه كلوسترهالفن (مواليد 18 فبراير 1997) هي عداءة ألمانية متخصصة في الساباقات المتوسطة والطويلة، حصلت على الميدالية البرونزية في سباق 5000 متر في بطولة العالم لألعاب القوى 2019.

## روابط خارجية
- كونستانزه كلوسترهالفن على موقع الاتحاد الدولي لألعاب القوى (الإنجليزية)
- كونستانزه كلوسترهالفن على موقع الاتحاد الأوروبي لألعاب القوى (الإنجليزية)
- كونستانزه كلوسترهالفن على موقع الاتحاد الألماني لألعاب القوى (الألمانية)
- كونستانزه كلوسترهالفن على موقع الدوري الماسي (الإنجليزية)
- كونستانزه كلوسترهالفن على موقع رابطة إحصائيات سباق الطريق (الإنجليزية)
- كونستانزه كلوسترهالفن على موقع اللجنة الأولمبية الدولية (الإنجليزية)
- كونستانزه كلوسترهالفن على موقع أوليمبيديا (الإنجليزية)
- كونستانزه كلوسترهالفن على موقع اللجنة الأولمبية الألمانية (الألمانية)